# أشوك باتاشاريا
أشوك باتاشاريا هو سياسي هندي، ولد في 12 ديسمبر 1948 في سيليجري في الهند. نشط حزبياً في الحزب الشيوعي الهندي. وقد انتخب Member of the West Bengal Legislative Assembly ‏.